# خشعان (بني مطر)

تعديل مصدري - تعديل

خشعان هي إحدى قرى عزلة البروية بمديرية بني مطر التابعة لمحافظة صنعاء، بلغ تعداد سكانها 623 نسمة حسب تعداد اليمن لعام 2004.